# Romain Élie
Romain Élie, né le 6 mars 1985 à Beauvais, est un ancien footballeur professionnel français.
Après une riche carrière dans des clubs souvent montés en première et plusieurs escales à l’étranger, Romain Élie est revenu sur Beauvais finir sa carrière à l’ASBO.
Désireux de rendre honneur à son club formateur, il commence une carrière d’adjoint, puis est actuellement co-entraîneur de l’équipe première.
Romain Elie a deux enfants et est marié à Liliana Elie Da Cruz.

## Carrière
Alors qu'il est encore formé dans sa ville natale, Beauvais, Romain Élie reçoit une offre de la part du FC Rouen 1899 début 2004, alors qu'il n'a réalisé aucun match pro avec l'AS Beauvais. Jouant d'abord avec la réserve, il a la perspective de réaliser cinq matchs en Ligue 2 durant ses six premiers mois en Haute-Normandie. Malgré la relégation du club en National, il poursuit son apprentissage au haut niveau, mais ne jouera que moyennement à cause du limogeage de l'entraineur Jean-Guy Wallemme pour mauvais résultats. Le FC Rouen traverse une mauvaise passe et doit subir une deuxième relégation consécutive, cette fois vers le CFA coïncidant avec le départ de Romain vers un autre club.
Il rebondit à l'US Raon-l’Étape en 2005, où pour la première fois il a un véritable statut de titulaire. Ses bonnes prestations donnent envie à Boulogne-sur-Mer de l'embaucher dès 2006. Avec l'équipe du nord, Romain vit une folle aventure le conduisant vers la Ligue 2, mais aussi vers le titre de meilleur arrière gauche du championnat. Mais une fois à l'étage supérieur son temps de jeu s'amenuise, et il n'est plus un titulaire indiscutable. En 2008/2009, il décide de se relancer en National, en retrouvant un ex-pensionnaire de L2 : le
FC Gueugnon, mais la saison est compliqué car le club n'arrive pas à se hisser parmi les candidats à la montée. Malgré tout, il obtient une nouvelle fois le statut de meilleur arrière gauche de National et tape dans l'œil du AC Arles-Avignon le promu « surprise » qui l'embauche.
Dans les Bouches-du-Rhône, c'est enfin l'occasion pour le joueur de se faire enfin un nom en Ligue 2 : il joue 34 matchs et devient l'un des meilleurs défenseurs du championnat obtenant le titre de meilleur arrière gauche 2010 par France Football. En outre, il réussit avec son équipe l'exploit d'accéder à la L1 en terminant à la troisième marche du podium de L2. Peu utilisé après l'accession du club arlésien, Élie est prêté au Royal Charleroi SC, club belge en Jupiler League. Néanmoins au bout de quelques matchs, il se blesse gravement au genou, ce qui l'éloigne pour plus de six mois des terrains. Il ne joue que six matchs pro avec l'équipe belge, et revient pour la saison 2011/2012 dans le club du sud de la France.
À son retour en Provence, il tarde à prendre sa place dans un groupe changé et doit attendre l'arrivée de Thierry Laurey, le nouvel entraîneur de l'AC Arles-Avignon pour retrouver une place de titulaire au sein de l'équipe.
Le 13 juin 2012, le joueur annonce sur son compte Twitter qu'il prend la destination de Sofia, en Bulgarie. Il signe donc un contrat de deux ans en faveur du club bulgare. Il fait en Bulgarie une excellente saison, terminant vice-champion et finaliste de la Coupe de Bulgarie. Toutefois en fin de saison, Romain annonce de nouveau sur son compte Twitter qu'il quitte la formation bulgare afin de relever un nouveau défi.
Après six mois d'inactivité, Romain rejoint l'US Le Pontet qui évolue en CFA lors de la dernière journée du mercato d'hiver, le 31 janvier 2014 pour avoir du temps de jeu avant de retrouver une nouvelle aventure. Le Nîmes Olympique recrute le joueur le 24 juin 2014 pour une durée de deux années, après l'avoir déjà approché en 2012 avant qu'il n'opte pour la Bulgarie.
En 2014/2015 il aide grandement son équipe à se maintenir mais la saison suivante est plus délicate. Malgré un très bon début de saison qui lui vaut le brassard de capitaine à deux reprises il est victime d'une blessure au psoas qui lui fait perdre son statut de titulaire. Il termine la saison en équipe réserve qu'il aide grandement dans son maintien.
Juin 2016, il s'engage officiellement en Haute-Loire avec Le Puy Foot 43, en CFA.
Après trois saisons dans l'équivalent de la quatrième division, le joueur participe au titre de champion du groupe B et à la montée en National 1. En 2020, l'arrêt prématurée du championnat pour cause de covid-19 propulse la relégation du club et le départ du joueur.
En juin 2020, il annonce son retour à Beauvais, sa ville natale et son club formateur, afin de "boucler la boucle".
Il annonce sa retraite en juin 2023 après le dernier match de National 2 de la saison contre Rouen, ville où il a joué son premier match professionnel.

## Palmarès
- Élu meilleur arrière gauche de Ligue 2 lors de la saison 2009/2010 (France Football)
- Élu meilleur arrière gauche de National lors de la saison 2008/2009 (FOOT-NATIONAL)
- Élu meilleur arrière gauche de National lors de la saison 2006/2007 (FOOT-NATIONAL)
- Vice champion de Ligue A en Bulgarie avec le Levski lors de la saison 2012/2013
- Finaliste de la coupe de Bulgarie lors de le saison 2012/2013
- Vice-champion de National en 2007 avec Boulogne-sur-Mer
- Champion du groupe B du National 2 en 2019 avec Le Puy Foot 43

## Statistiques
| Saison                | Club                      | Championnat           | Championnat | Championnat | Coupe(s) nationale(s) | Coupe(s) nationale(s) | Compétition(s) continentale(s) | Compétition(s) continentale(s) | Compétition(s) continentale(s) | Total | Total |
| Saison                | Club                      | Division              | M.          | B.          | M.                    | B.                    | Comp.                          | M.                             | B.                             | M.    | B.    |
| 2003-2004             | FC Rouen                  | Ligue 2               | 5           | 0           | -                     | -                     | -                              | -                              | -                              | 5     | 0     |
| 2004-2005             | FC Rouen                  | National              | 12          | 0           | -                     | -                     | -                              | -                              | -                              | 12    | 0     |
| Sous-total            | Sous-total                | Sous-total            | 17          | 0           | 0                     | 0                     | -                              | 0                              | 0                              | 17    | 0     |
| 2005-2006             | US Raon-l'Étape           | National              | 35          | 1           | -                     | -                     | -                              | -                              | -                              | 35    | 1     |
| 2006-2007             | US Boulogne               | National              | 28          | 1           | 2                     | 0                     | -                              | -                              | -                              | 30    | 1     |
| 2007-2008             | US Boulogne               | Ligue 2               | 20          | 1           | 5                     | 0                     | -                              | -                              | -                              | 25    | 1     |
| Sous-total            | Sous-total                | Sous-total            | 48          | 2           | 7                     | 0                     | -                              | 0                              | 0                              | 55    | 2     |
| 2008-2009             | FC Gueugnon               | National              | 34          | 1           | 4                     | 0                     | -                              | -                              | -                              | 38    | 1     |
| 2009-2010             | AC Arles-Avignon          | Ligue 2               | 34          | 0           | -                     | -                     | -                              | -                              | -                              | 34    | 0     |
| 2010-2011             | Royal Charleroi SC (prêt) | Jupiler Pro League    | 6           | 0           | 1                     | 0                     | -                              | -                              | -                              | 7     | 0     |
| 2011-2012             | AC Arles-Avignon          | Ligue 2               | 27          | 0           | 1                     | 0                     | -                              | -                              | -                              | 28    | 0     |
| Sous-total            | Sous-total                | Sous-total            | 61          | 0           | 1                     | 0                     | -                              | 0                              | 0                              | 62    | 0     |
| 2012-2013             | Levski Sofia              | Ligue A               | 24          | 2           | 8                     | 0                     | C3                             | 1                              | 0                              | 33    | 2     |
| 2013-2014             | US Le Pontet              | CFA                   | 10          | 0           | -                     | -                     | -                              | -                              | -                              | 10    | 0     |
| 2014-2015             | Nîmes Olympique           | Ligue 2               | 17          | 0           | 1                     | 0                     | -                              | -                              | -                              | 18    | 0     |
| 2015-2016             | Nîmes Olympique           | Ligue 2               | 5           | 0           | 2                     | 0                     | -                              | -                              | -                              | 7     | 0     |
| Sous-total            | Sous-total                | Sous-total            | 22          | 0           | 3                     | 0                     | -                              | 0                              | 0                              | 25    | 0     |
| 2016-2017             | Le Puy Foot               | CFA                   | 22          | 0           | -                     | -                     | -                              | -                              | -                              | 22    | 0     |
| 2017-2018             | Le Puy Foot               | N2                    | 25          | 0           | 2                     | 0                     | -                              | -                              | -                              | 27    | 0     |
| 2018-2019             | Le Puy Foot               | N2                    | 24          | 0           | 2                     | 0                     | -                              | -                              | -                              | 26    | 0     |
| 2019-2020             | Le Puy Foot               | N1                    | 17          | 0           | 3                     | 0                     | -                              | -                              | -                              | 20    | 0     |
| Sous-total            | Sous-total                | Sous-total            | 88          | 0           | 7                     | 0                     | -                              | 0                              | 0                              | 95    | 0     |
| 2020-2021             | AS Beauvais Oise          | N2                    | 8           | 0           | 3                     | 0                     | -                              | -                              | -                              | 11    | 0     |
| 2021-2022             | AS Beauvais Oise          | N2                    | 9           | 0           | 2                     | 0                     | -                              | -                              | -                              | 11    | 0     |
| 2022-2023             | AS Beauvais Oise          | N2                    | -           | -           | -                     | -                     | -                              | -                              | -                              | 0     | 0     |
| Sous-total            | Sous-total                | Sous-total            | 17          | 0           | 5                     | 0                     | -                              | 0                              | 0                              | 22    | 0     |
| Total sur la carrière | Total sur la carrière     | Total sur la carrière | 362         | 6           | 36                    | 0                     | -                              | 1                              | 0                              | 399   | 6     |

Statistiques au 29 mai 2022 :
- 108 matchs et 1 but en Ligue 2
- 126 matchs et 3 buts en National
- 6 matchs en Jupiler Pro League
- 24 matchs et 2 buts en Ligue A
- 8 matchs en Coupe de Bulgarie
- 1 match en Ligue Europa